# 郡王
郡王是中國古代帝王冊封皇室成員、異姓功臣或外藩國王的一種爵位。郡王的地位僅次於親王，為封爵的第二等。（例子：唐代文成公主嫁給吐蕃國王後，唐太宗便賜封他為郡王。）

## 历史
王之爵位分为亲王与郡王，始见于魏晋时期。按唐制：皇太子之子封郡王，大臣、节度使亦得封郡王（如参预神龙政变的敬晖等五人、唐代宗时大将郭子仪等），终唐一代有100多名大臣、节度使被封为郡王，郡王与国公并为从一品。晚唐、五代，异姓封郡王者甚多。

### 宋朝
宋太祖立，为安抚诸镇节度使，曾加封郡王，后专为皇族封爵，北宋的异姓郡王除童贯、向宗良等个别特例外均为死后追封。南宋，为酬韩世忠、张俊等大将之军功，也曾封之为郡王，此外也有秦桧、史弥远等权臣和不少后族外戚曾生封郡王。

### 元朝
元代赐爵位頗盛，郡王者甚滥。

### 明朝
明代，亲王子除世子外均封郡王、世袭罔替。郡王的封号一般为两个字，以古郡县名为多见，如渭南王（秦王系）、项城王（周王系）等。
- 明朝也會封功臣為郡王，多为追谥；其中南明时期有直接授予的。如延平王鄭成功等。
- 从嘉靖年间开始，由于俸禄压力增大，不允许旁支继承的亲王（如亲王无子，其弟继位）的儿子封郡王之位，而是根据该亲王原有的封号，降等袭封。
- 郡王的正妻称王妃。
- 郡王的嫡长子（无嫡子则为长子）称王长子，以后承袭王位；其余诸子封镇国将军。但亦有因故降等封为辅国将军的。
- 长子的嫡长子称长孙，其正妻分别称长子夫人、长孙夫人。长子和镇国将军、长孙和辅国将军在子孙爵位的封号上没有区别。
- 郡王之女封县主。俸禄为每年600石。
- 郡王的俸禄为每年2000石，自长子承袭爵位（即二代郡王）之后一律折半为1000石；但因所在的亲王府而异，也有初封即1000石或500石的，继承时不折半。
- 靖江王比较特殊，儿子封辅国将军，女儿封县君。
- 如郡王死后没有子孙，一般从郡王家族中选择与其血缘较近的一人为管王府事将军，但不袭封郡王。也有得以袭封者，被视为“冒封”，如事后被查出，则可能被剥夺郡王、得不到谥号、其子孙仍恢复原本爵位而不得袭封。明穆宗年间，永兴王、交城王自首王位系冒封而得，穆宗为了树立典型，允许他们终身为郡王、死后得谥号，仅子孙不能袭封。也有的郡王获罪被废后，也由子孙或近支担任管王府事将军。也有的郡王死后家族绝嗣，朝廷允许末代郡王过继子孙，但仅按原本的将军爵位为该郡国奉祀，不能袭封为郡王。

### 清朝
清代郡王被称为多罗郡王，根据世袭递降制度，和硕亲王之嫡长子世袭为多罗郡王。除此之外，还有克勤郡王和顺承郡王两家世袭罔替的铁帽子王。也有少数功臣、外戚被追封为郡王。外藩蒙古王公、回部王公同样包括亲王、郡王两级，世袭罔替。

## 另見
- 郡主